# Miscanthus
Miscanthus és un gènere de plantes de la família de les poàcies, ordre de les poals, subclasse de les commelínides, classe de les liliòpsides, divisió dels magnoliofitins.

## Taxonomia
- Miscanthus depauperatus Merr.
- Miscanthus eulalioides Keng
- Miscanthus sinensis

L'híbrid estèril entre M. sinensis i M. sacchariflorus, Miscanthus giganteus, s'està utilitzant a Europa com a biocombustible des de la primera meitat dels anys 1980. Pot créixer a alçades de més de 3.5 m en un sòl any. El rendiment anual pot arribar a 25 tones de planta seca per hectàrea.